# Pantalica-Kultur

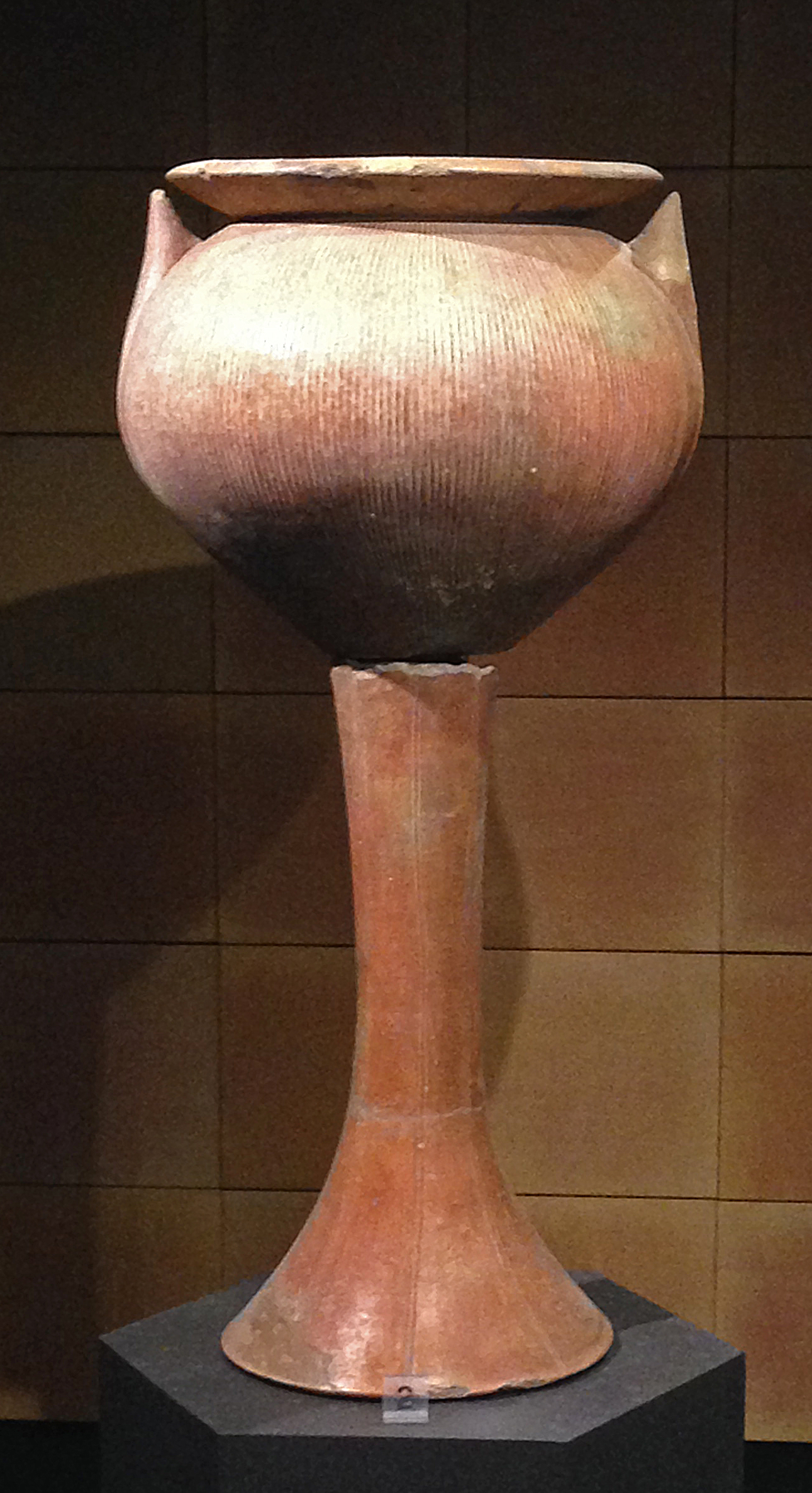
Olla aus der Pantalica I-Phase
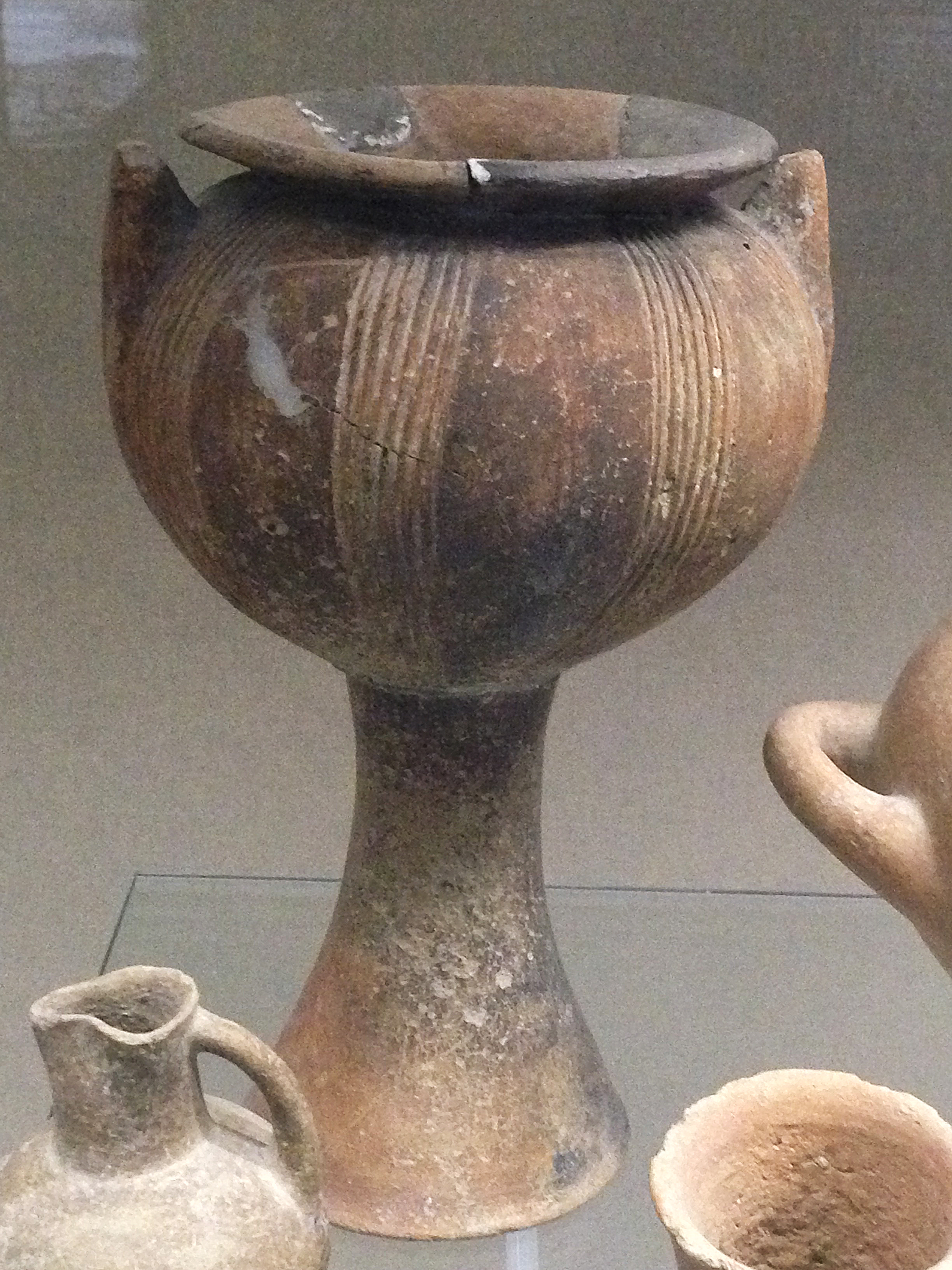
Olla der Pantalica III-Phase

Als Pantalica-Kultur wird eine spätbronzezeitliche und früheisenzeitliche archäologische Kultur auf Sizilien bezeichnet. Sie folgt im Südosten der Insel und im südlichen Zentralsizilien auf die Thapsos-Kultur. Jedoch gibt es Indizien, dass sich die Spätphase der Thapsos- und die Pantalica-(Nord-)Kultur über einen gewissen Zeitraum im Osten überschneiden. Im westlichen Teil Siziliens scheint die Thapsos-Kultur noch längere Zeit nachgewirkt zu haben.
Die Pantalica-Kultur ist nach ihrem bedeutendsten Fundort, der Nekropole von Pantalica bezeichnet. Wie diese und die zugehörige Siedlung Pantalica existierte die Kultur etwa vom 13. Jahrhundert v. Chr. bis ins 7. Jahrhundert v. Chr. Weitere bedeutende Fundorte sind u. a. Sabucina, die Nekropole auf dem Monte Dessueri (bei Mazzarino), Montagna di Caltagirone (mit über 1000 Felskammergräbern) und Cassibile. Kulturkontakte konnten aufgrund von Funden zur mykenischen Kultur in Griechenland wie auch zur benachbarten Ausonischen Kultur nachgewiesen werden. Auf Letztere konnte die Pantalica-Kultur im Laufe der Zeit einen gewissen Einfluss ausüben.
Die Kultur wird in vier chronologische Abschnitte unterteilt (in Klammern Alternativbezeichnungen nach Fundorten):
- Pantalica I – 1270–1050 v. Chr. (Pantalica-Nord)
- Pantalica II – 1050–850 v. Chr. (Cassibile)
- Pantalica III – 850–730 v. Chr. (Panatalica-Süd)
- Pantalica IV – 730–650 v. Chr. (Finocchito)